# Christine Dacremont
Christine Dacremont, née le 6 janvier 1949 à Sedan (Ardennes), est une ancienne pilote de course française, de rallyes de 1970 à 1979 (débutant par des courses de côte), et sur circuits.

## Biographie
Elle a appartenu au "quatuor" des pilotes françaises des années 1970 que furent Michèle Mouton, Marie-Claude Charmasson et Marianne Hoepfner.
Sa première véritable course fut au Rallye Fleurs et Parfums de Grasse (où naquit Michèle Mouton) en 1970, sur Triumph Spitfire. En 1971 elle passe sur Alpine A110, voiture avec laquelle elle devint la même année championne de France (remportant au passage le rallye féminin de Saint-Raphaël, et terminant 2e du Groupe 3 du rallye de l'Ouest).
De 1972 à 1973, Bob Neyret l'engage dans son écurie Aspetogyl. Elle devient alors assistante dentaire, par voie de conséquences.
En 1973, elle finit 4e du rallye féminin Paris-Saint-Raphaël, sur Alpine A110 (copilote Françoise Conconi), et en 1974 elle termina seconde du Londres (Wembley) - Munich avec Yveline Vanoni sur Peugeot 504, épreuve encore dénommée la World Cup Rally 1974 (derrière l'équipage australien composé d'André Welinski, Ken Tubman et Jim Reddiex, sur une Citroën DS23). 
Elle remporta le Rallye de la Châtaigne en championnat de France 1976, et la même année le Rallye des Ardennes et la Coupe des Dames du Critérium des Cévennes, le tout sur Alpine A310 Gr.5, avec Denise Emmanuelli comme copilote. La Stratos lui permit aussi de terminer 3e de l'Alpin-Behra cette année-là.
Elle remporta deux fois la Coupe des Dames du Tour de France automobile, en 1976 (copilote « Ganaëlle », sur Alpine A310) et 1977 (copilote « Ganaëlle » - Yveline Vanoni, sur Alpine A310), termina 8e du rallye de Côte d'Ivoire Bandama en 1975 et 4e en 1976 (avec Yveline Vanoni) sur Peugeot 504, obtenant entre-temps une 8e place en mondial au Rallye du Maroc 1976 toujours sur 504, et termina enfin 6e au général du Rallye Monte-Carlo en 1977 (avec Colette Galli), sur Lancia Stratos HF, soit deux classements WRC parmi les dix premiers.
En 1975, elle fit ses débuts aux 24 Heures du Mans (1re en catégorie 1 601 à 2 000 cm3), pour un total de 4 participations consécutives:
| Année | Écurie                           | Voiture           | Équipier          | Équipier       | Classement                | Cause            |
| ----- | -------------------------------- | ----------------- | ----------------- | -------------- | ------------------------- | ---------------- |
| 1975  | Société Esso                     | Moynet LM75       | Marianne Hoepfner | Michèle Mouton | 21e (1ères en classe 2L.) |                  |
| 1976  | Aseptogyl                        | Lancia Stratos HF | Lella Lombardi    |                | 20e                       |                  |
| 1977  | Team Esso Aseptogyl              | Lancia Stratos HF | Marianne Hoepfner |                | Abandon                   | Casse moteur     |
| 1978  | WM A.E.R.E.M Team Esso Aseptogyl | WM P76 (de)       | Marianne Hoepfner |                | Abandon                   | Joint de culasse |

En 1976, elle obtint les titres honorifiques de Championne de France et d'Europe des rallyes (sur A310 et Lancia Stratos).
Sa dernière épreuve fut une participation au Rallye Paris-Dakar en 1979, sur une Lada Niva.